# ポリソーム
ポリソーム（英: polysome）またはポリリボソーム（英: polyribosome）は、mRNA分子に数珠玉状に結合したリボソームの集団である。mRNA分子と2つ以上のリボソームからなる複合体で、mRNAからポリペプチドへの翻訳を行う。1963年の発見当初には"ergosome"という名称がつけられており、Jonathan Warner、Paul M. Knopf 、アレクサンダー・リッチによってさらなる特徴付けが行われた。
ポリソームは、リボソームと翻訳伸長因子によってmRNAにコードされたポリペプチドが合成される翻訳伸長段階に形成される。複数のリボソームがmRNAのコーディング領域に沿って移動することで、ポリソームは形成される。1つのmRNA分子上で複数のリボソームが機能することは、細胞内のmRNAの存在量が限られていることの説明となる。ポリソームの構造は、原核生物と真核生物のポリソーム、そして膜結合型ポリソームとで異なる。ポリソームの活性は、ポリソームプロファイリングと呼ばれる技術によって遺伝子の発現レベルを測定するために利用される。

## 構造
当初、ポリソームの構造決定には染色、シャドウイング、細胞超薄切片などの電子顕微鏡技術が用いられていた。クライオ電子顕微鏡技術の発達によって画像の分解能は改善され、より正確な構造決定が可能となった。ポリソームの構造的配置の差異は、mRNAの翻訳の多様性を反映したものである可能性がある。ポリソームの形状の調査では、翻訳が数回行われた後には環状またはジグザグ型のポリソームが多くみられることが明らかにされた。翻訳がより長期間行われると、密にパッキングしてらせん型のポリソームが形成された。

### 原核生物
細菌のポリソームではリボソームが二列に並んだ構造が形成されることが知られている。この配置では、リボソームは小サブユニットを介して互いに接触する。こうした二列構造は一般的に正弦波型（sinusoidal、もしくはジグザグ型）またはらせん型（3-D helical）の経路をとる。正弦波型構造では、小サブユニット間には"top-to-top"型と"top-to-bottom"型の2つのタイプの接触がみられる。らせん型構造では、"top-to-top"型の接触のみが観察される。
ポリソームは古細菌にも存在するが、その構造については多くが未解明である。

### 真核生物

#### 細胞内
細胞内構造の研究からは、真核生物のポリソームはトポロジー的に線形であることが示されている。密にパッキングしたらせん型またはジグザグ型の二列構造は、原核生物のポリソームに似た"top-to-top"型の接触を含む、さまざまなパッキングをしている。真核生物のらせん型ポリソームは原核生物のものと類似しており、密にパッキングした左巻きヘリックスで、1ターン当たり4つのリボソームが存在する。こうした密なパッキングは翻訳の調節因子として機能している可能性があり、そうした例は蛍光顕微鏡を用いて肉腫細胞中で発見されている。

#### 無細胞
In vitroでの原子間力顕微鏡を用いた研究では、ポリアデニル化mRNAの5'キャップに結合した翻訳開始因子eIF4Eと、3'ポリ(A)テールに結合したPABPの存在下で、環状のポリソームが形成されることが示されている。しかしながら、このタンパク質複合体を介したキャップ-ポリ(A)テール間の相互作用は、ポリソームmRNAを環状化する唯一の方法ではない。キャップとポリ(A)テールを持たないmRNAや、キャップは持つがポリ(A)テールを持たないmRNAを用いた翻訳系でもトポロジー的に環状のポリソームが形成されることが知られている。

### 膜結合型ポリソーム
膜結合型ポリソームは、膜表面という二次元に限定されている。こうしたリボソーム間の接触の制限によって、リボソームは各リボソームのmRNAの入口と出口がスムーズに並ぶよう、mRNAに沿って円形に配置される。各リボソームは1つ前のリボソームに対して回転した位置にあり、全体として渦巻き型に似た形状となる。

## プロファイリング
ポリソームプロファイリングは、シクロヘキシミドを用いて翻訳を停止し、細胞抽出液をスクロース濃度勾配を用いて遠心分離する技術である。リボソームと結合したmRNAは遊離mRNAよりも速く移動し、ポリソームと結合したmRNAはより速く移動する。そのため、勾配中のmRNAの存在位置から、そのmRNAの翻訳状態を明らかにすることができる。ポリソームプロファイリングは培養細胞や組織における特定のmRNAの翻訳状態の追跡やリボソーム密度の測定に適した手法である。この技術は、さまざまな細胞種におけるmRNAの翻訳状態の比較に用いられる。
一例として、ポリソームプロファイリングは哺乳類細胞における水疱性口炎ウイルス（VSV）の影響を調査する研究で用いられた。ポリソームプロファイリングにより得られたデータからは、ウイルス感染細胞ではウイルスmRNAが宿主のmRNAに打ち勝ってポリソームを形成することで、宿主のmRNAの翻訳が低下しウイルスmRNAの翻訳が増加していることが示された。